# Endospiroplectammininae
Endospiroplectammininae es una subfamilia de foraminíferos bentónicos de la Familia Palaeospiroplectamminidae, de la Superfamilia Tournayelloidea, del Suborden Fusulinina y del Orden Fusulinida. Su rango cronoestratigráfico abarca desde el Tournaisiense hasta el Viseense (Carbonífero inferior).

## Discusión
Algunas clasificaciones más recientes incluyen Endospiroplectammininae en el Suborden Tournayellina, del Orden Tournayellida, de la Subclase Fusulinana y de la Clase Fusulinata.

## Clasificación
Endospiroplectammininae incluye al siguiente género:
- Endospiroplectammina †